# 77870 MOTESS
77870 MOTESS — астероїд головного поясу, відкритий 16 вересня 2001 року.
Тіссеранів параметр щодо Юпітера — 3,225.